# 陈章元
陈章元（1946年—），江苏江阴人，中国人民解放军将领、中国人民解放军中将。 
毕业于中央党校，是中共党员。2002年，授予中国人民解放军中将，曾任国防大学副校长、济南军区副司令员。2008年起担任全国人大代表。 